# Béthune (ród)
de Béthune – francuska rodzina arystokratyczna, spowinowacona z polskimi rodami. Conon de Béthune był północnofrancuskim truwerem i krzyżowcem. Franciszek Gaston de Bethune, markiz Chabris (1638-1692)  był mężem siostry królowej Marii Kazimiery.
Dwie córki Franciszka Gaston'a i jego żony, Marie Louise de La Grang, wyszły za mąż za przedstawicieli polskiej arystokracji. Joanna de Béthune była żoną Jana Stanisława Jabłonowskiego, natomiast Maria Katarzyna de Bethune wyszła za księcia Stanisława Kazimierza Radziwiłła, a po owdowieniu ponownie za księcia Aleksandra Pawła Sapiehę. Związki rodu z Sobieskimi i Jabłonowskimi rzutowały pośrednio na wewnętrzną politykę polską przełomu XVII i XVIII.